# Паризо, Жак
Жак Паризо́ (фр. Jacques Parizeau; 9 августа 1930 — 1 июня 2015) — квебекский политик и экономист, премьер-министр Квебека в 1994—1996 годах, бывший лидер Квебекской партии.

## Биография
В юности отличался радикальными симпатиями, раздавал избирательные листовки коммуниста Фреда Роуза. Тем не менее, хотя он поддерживал Рабочую прогрессивную партию, в её ряды он не вступал.
Изучал экономику. Получил степень доктора в Лондонской экономической школе. Сторонник кейнсианства. В 1960-е годах был ведущим и наиболее известным экономистом Квебека, экономическим советником правительства Квебека, оказал значительное влияние на политику «Тихой революции». Был сторонником национализации энергетики и асбестовых шахт и автором концепции провинциальной пенсионной программы.
Несмотря на свой первый брак на Алисии Познанской — еврейской эмигрантке из Польши — Паризо был активным националистом, выступавшим не только против вмешательства в квебекскую политику англоканадцев, но и за антииммиграционную политику.
В 1969 году вступил в Квебекскую партию. После победы Квебекской партии на провинциальных выборах 1976 года вошёл в состав правительства Рене Левека в качестве министра финансов. Сыграл активную роль в проигранном националистами референдуме о независимости Квебека, а в 1980 году активно способствовал внедрению «Карты французского языка в Квебеке», ограничивавшей распространение английского языка. В 1984 году вступил в конфликт с Рене Левеком и покинул правительство и на какое-то время вышел из политики.
Вернулся в партию в 1987 году после поражения на выборах лидера партии Пьера-Марка Джонсона и в следующем году стал новым лидером партии. Стал проводить политику радикального сецессионизма. На парламентских выборах 1989 года партия Паризо выступила слабо, завоевав всего 29 мандатов из 125. На следующих же выборах партия получила уже 77 мандатов. Одним из пунктов программы партии было получение Квебеком политической независимости в течение нескольких лет, в связи с чем была начата подготовка нового референдума. Партнёром Паризо на федеральном уровне был лидер Квебекского блока Люсьен Бушар. Весьма осторожная и консервативная политика Бушара привела к тому, что роль Паризо в подготовке референдума стала ключевой, и именно он стал лицом радикального квебекского национализма.
Референдум 1995 года сепаратисты проиграли, однако по сравнению с предыдущим — лишь небольшим числом голосов. На конференции, последовавшей за референдумом, Паризо заявил, что тот был проигран из-за «денег и голосов этнических меньшинств» (Par l’argent puis des votes ethniques), тем самым критикуя незаконные расходы сторонников федерализма и массовое отвержение суверенитета Квебека этнокультурными сообществами. Его неполиткорректное высказывание вызвало крайнее возмущение, в том числе и в Квебеке. На следующий же день Паризо объявил, что уходит из политики. На посту премьер-министра и лидера партии его сменил Люсьен Бушар. Паризо, формально оставаясь вне политики, критиковал своего преемника за отступление от принципа независимости Квебека.
После отставки Паризо занялся производством вина, приобрёл винные фермы во Франции и в Квебеке, в предместьях Монреаля. Он регулярно выступал в лекциями, особенно ценились его выступления для молодёжи в учебных заведениях Квебека. В 2000 году он становится командором ордена Почетного легиона Франции.
На выборах 2007 года Жак Паризо поддержал Квебекскую партию, возглавляемую тогда Андре Буаклером, который потерпел поражение.
Во время избирательной кампании 2012 года, Жак Паризо поддержал новую и пока небольшую партию Национальный выбор (Option Nationale), также выступающую за независимость Квебека.

## Высказывания Жака Паризо
«Суверенитет, как мы его понимаем, — это противоположность уходу в себя». (1994 г.)
«Суверенитет Квебека является продолжением этого желания открытости, желания в участии в сообществе наций, в обмене идеями, культурами и товарами». (1994 г.)
«Ибо если мы скажем себе „нет“, мы снова будем обречены на стратегию выживания, на оборонительное отступление в попытке защитить наши язык и культуру подручными средствами — теми, что имеются у провинции, у непризнанного народа, обречённого быть всё более и более в меньшинстве, со всеми рисками, которые несёт статус меньшинства». (1995 г.)
«Я по-прежнему убеждён, что единственный важный критерий в отношении позиции на голосовании о суверенитете — это язык. Ни раса, ни цвет кожи, а именно язык. Я знаю много сторонников суверенитета среди выходцев из Гаити и ни одного среди ямайцев». (1997 г.)